# Cossombrato
Cossombrato é uma comuna italiana da região do Piemonte, província de Asti, com cerca de 488 habitantes. Estende-se por uma área de 5 km², tendo uma densidade populacional de 98 hab/km². Faz fronteira com Asti, Castell'Alfero, Chiusano d'Asti, Corsione, Montechiaro d'Asti, Villa San Secondo.

## Demografia
| Variação demográfica do município entre 1861 e 2011                               |
|                                                                                   |
| Fonte: Istituto Nazionale di Statistica (ISTAT) - Elaboração gráfica da Wikipedia |